# Rapala (chi bướm)
Rapala là một chi bướm ngày thuộc họ Lycaenidae.

## Một số loài tiêu biểu
- Rapala arata (Bremer, 1861)
- Rapala cassidyi
- Rapala iarbus
- Rapala lankana
- Rapala melampus
- Rapala manea (Hewitson, [1863])
- Rapala schistacea
- Rapala scintilla
- Rapala selira
- Rapala sphinx
- Rapala suffusa
- Rapala tomokoae H. Hayashi, Schrőder & Treadaway, [1978]

## Tham khảo

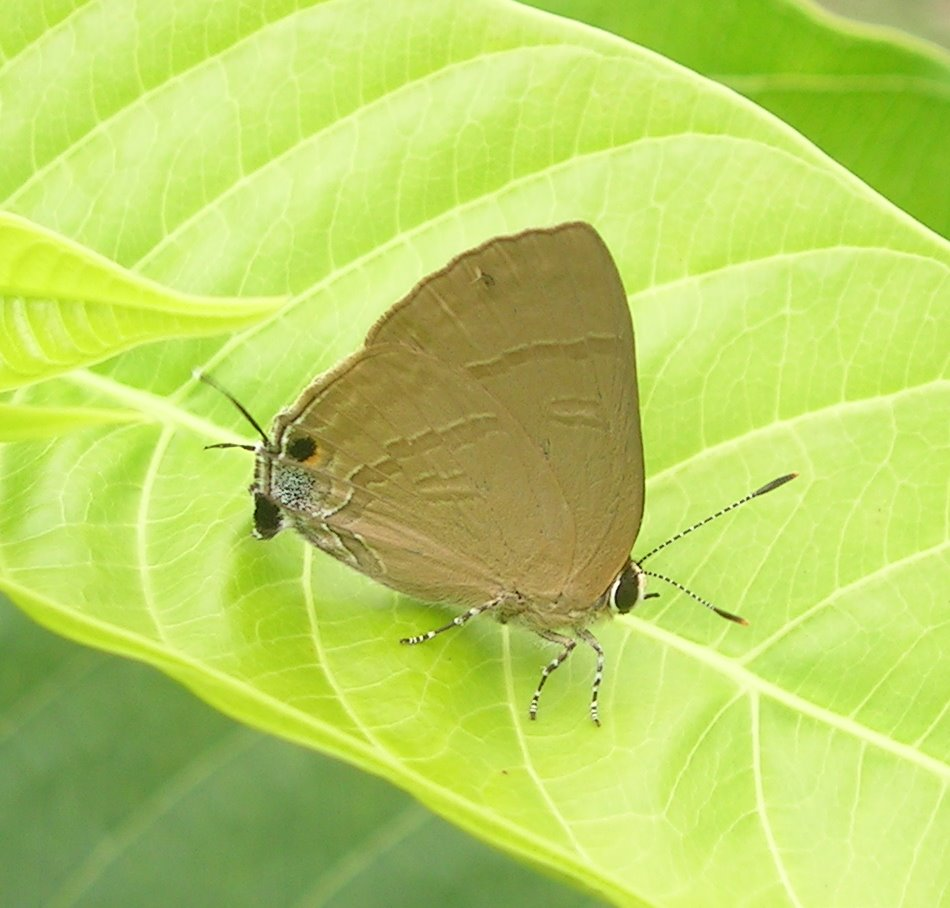
Rapala sp. ở Ấn Độ.